# Hynek Zohorna
Hynek Zohorna (* 1. August 1990 in Havlíčkův Brod, Tschechoslowakei) ist ein tschechischer Eishockeyspieler, der seit 2024 erneut beim HC Kometa Brno in der Extraliga unter Vertrag steht. Seine Brüder Radim und Tomáš sind ebenfalls tschechische Nationalspieler.

## Karriere
Hynek Zohorna verbrachte seine Juniorenzeit in der Nachwuchsabteilung des HC Havlíčkův Brod in seiner Heimatstadt. Mit 16 Jahren wechselte er zum HC Hradec Kralove, wo er ebenso wie beim HC Slavia Prag im Nachwuchsbereich spielte. Ab 2008 spielte er auch wieder für den HC Havlíčkův Brod, mit dem er in der zweitklassigen 1. Liga antrat. 2011 wechselte er zum HC Kometa Brno in die Extraliga und wurde mit dem Klub 2017 und 2018 tschechischer Meister. Nach dem zweiten Meistertitel wechselte er zu den Pelicans nach Finnland, schloss sich aber bereits ein Jahr später Amur Chabarowsk aus der Kontinentalen Hockey-Liga an. Nach guten Leistungen dort wurde er 2020 für das KHL All-Star Game nominiert. 2021 zog er weiter nach Schweden, wo er drei Jahre beim IK Oskarshamn aktiv war. 2024 kehrte er zum HC Kometa Brno zurück.

### International
Für sein Heimatland bestritt Zohorna im Juniorenbereich zwar vereinzelt Länderspiele, wurde aber nicht bei Junioren-Weltmeisterschaften eingesetzt.
Sein WM-Turnierdebüt in der tschechischen Eishockeynationalmannschaft gab Zohorna im Alter von 28 Jahren bei der Weltmeisterschaft 2019. Auch bei der Weltmeisterschaft 2022, als die Bronzemedaille gewonnen wurde, und bei den Olympischen Winterspielen in Peking 2022 spielte er für sein Land.

## Erfolge und Auszeichnungen
- 2017 Tschechischer Meister mit dem HC Kometa Brno
- 2018 Tschechischer Meister mit dem HC Kometa Brno
- 2020 Teilnahme am KHL All-Star Game
- 2022 Bronzemedaille bei der Weltmeisterschaft